# 西村光人
西村 光人（にしむら こうじん、1942年 - ）は、日本画家。滋賀県大津市生まれ。晨鳥社に入塾し、山口華楊に師事する。風景画を得意とする。